# بوكر بو 133
بوكر بو 133 Jungmeister بوكر بو 133 متقدمًة في لوفتفافه في ثلاثينيات القرن العشرين. كانت طائرة ذات محرك واحد، ذات سطحين ذات مقعد واحد من الخشب والفولاذ الأنبوبي ومغطاة بالنسيج.

## تطوير
كانت بو 133 تطويرًا لطائرة التدريب الأساسية بوكر بو 131 Jungmann ذي المقعدين. طارت لأول مرة في عام 1935 (بواسطة لويز هوفمان، أول طيار يعمل في ألمانيا)،  كانت أصغر قليلاً من بو131. تم تشغيل النموذج الأولي، D-EVEO، بمحرك 140 حصان (104 كـو) بوكر بو 131 HM506 مقلوب.

## العاملين

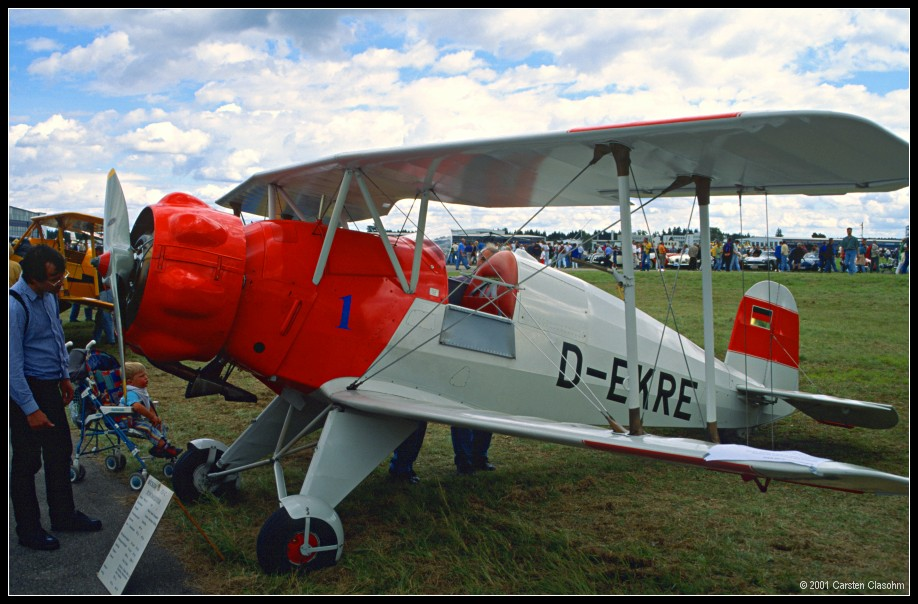
بوكر بو 133 Jungmeister في ملكية المدنيين

قالب:بيانات بلد Independent State of Croatia
- Zrakoplovstvo Nezavisne Države Hrvatske

 Nazi Germany
- لوفتفافه

 ليتوانيا
- القوات الجوية الليتوانية (6 المكتسبة في عام 1939) [2]

 بولندا
- القوات الجوية البولندية (1 تم شراؤها للاختبارات قبل عام 1939) [3]

 رومانيا
- نادي الطيران الروماني

- القوات الجوية الرومانية

 سلوفاكيا
- سلاح الجو السلوفاكي (1939-1945)

 جنوب أفريقيا
- سلاح الجو الجنوب أفريقي

 Spanish Republic
- سلاح الجو الجمهوري الاسباني [4]

- القوات الجوية الإسبانية

 سويسرا
 يوغوسلافيا
- القوات الجوية اليوغسلافية SFR - ما بعد الحرب.

 المجر
- القوات الجوية المجرية